# Cornelis Kiliaan

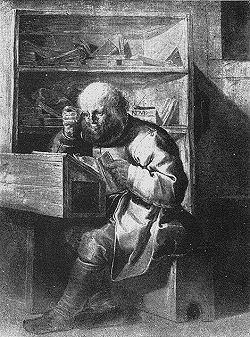
Cornelius Kiliaan als corrector met bril in de drukkerij van Christoffel Plantijn (onbekende kunstenaar, rond 1600)

Cornelis Kiliaan (Duffel, ca. 1529 – Antwerpen, 15 april 1607) was een Zuid-Nederlands taalgeleerde en dichter.

## Leven

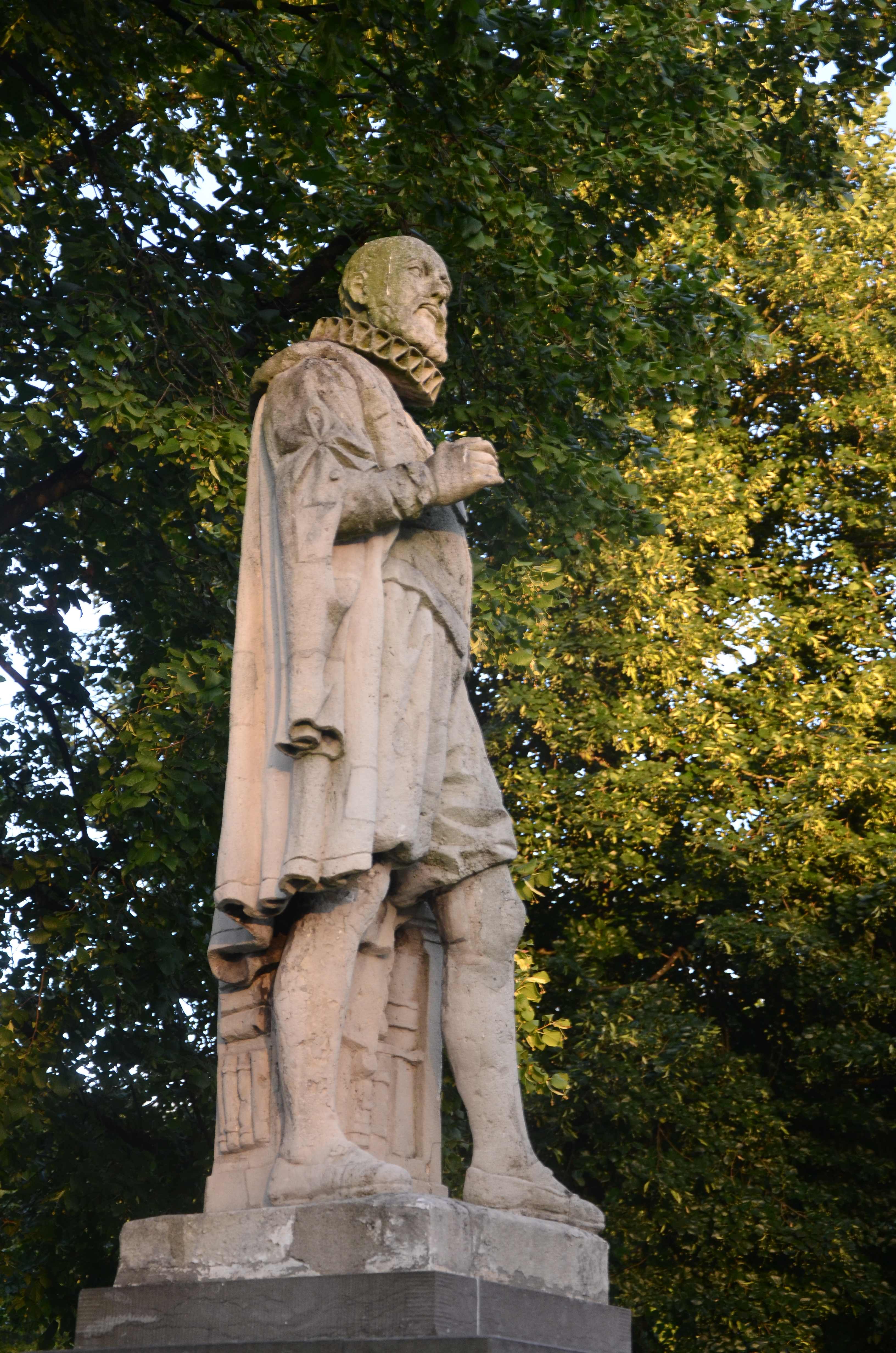
Standbeeld van Kiliaen in Duffel, 2014

Cornelis Kiliaan werd geboren in Duffel tussen 1528 en 1530. Hij heette eigenlijk Cornelis (Abts) van Kiele, en ondertekende documenten zelf met Cornelis van Kiel(e) of C. Kiel. Naar de gewoonte van zijn tijd werd zijn naam ook dikwijls gelatiniseerd tot Cornelius Kilianus. Deze variant werd uiteindelijk vernederlandst tot Cornelis Kiliaan, de naam waaronder hij vandaag nog bekend is.
Zijn ouders, Hendrick Abts van Kiele en Anna Rechtstraets, waren welstellende burgers van het dorp. Zijn vader stierf toen Cornelis nog minderjarig was, zijn moeder in 1564. Door het vroege overlijden van zijn zus kwam het volledige familiebezit in handen van Kiliaan en hoefde hij zich voor de rest van zijn leven weinig financiële zorgen te maken.
In 1548 trok Kiliaan naar de Leuvense universiteit om er Latijn, Grieks, Hebreeuws en rechten te studeren. Na zijn studies kon hij aan de slag in de pas opgerichte drukkerij van Christoffel Plantijn, die zou uitgroeien tot de grootste drukkerij van Europa in die tijd. Hij begon onderaan de ladder, als letterzetter en drukker, maar werd in 1558 gepromoveerd tot meesterknecht. Plantijn geloofde duidelijk in de kwaliteiten van Kiliaan, want in 1565 werd hij benoemd tot corrector of proeflezer, in die tijd een goedbetaalde functie voorbehouden voor wetenschappers.
Kiliaan deed echter meer dan het verbeteren van het werk van anderen. Zijn talenknobbel bezorgde hem een waaier aan opdrachten. Zo werkte Kiliaan mee aan de Polyglotbijbel. Deze achtdelige wetenschappelijke editie van de bijbel in de drie grondtalen (Hebreeuws, Aramees en Grieks), aangevuld met Syrische en Latijnse vertalingen, behoort tot de wonderen van de vroege boekdrukkunst. Daarnaast vertaalde hij verschillende werken naar het Nederlands en was hij een veelgevraagd dichter. Ook de overheid zag brood in de talenten van Kiliaan. Rond 1580 werkte hij voor de inlichtingendienst van de opstandige Nederlanden en vertaalde hij onder meer op de Spanjaarden buitgemaakte documenten.
Op 50-jarige leeftijd trouwde hij met Marie Bosmans van wie hij drie dochters kreeg (Catharina, Maria en Anna). Na amper acht jaar huwelijk stierf Marie. Een jaar later overleed ook Christoffel Plantijn en werd de drukkerij overgenomen door zijn schoonzoon Jan Moretus. Kiliaans magnum opus moest toen nog verschijnen. In 1599, toen Kiliaan ongeveer 70 jaar was, werd het Etymologicum teutonicae linguae uitgegeven, het eerste verklarende woordenboek van de Nederlandse taal. Dit werk was het resultaat van bijna 40 jaar studie. Het werk kende grote bijval en bleef tot het einde van de achttiende eeuw het standaardwoordenboek.
Zelf heeft Kiliaan niet meer kunnen genieten van het succes van dit werk. Roem en erkenning waren ook niet de drijfveren van Kiliaan. Hij leefde ietwat in de schaduw van de grote wetenschappers van zijn tijd, die zijn werklust apprecieerden, maar hem niet echt tot een humanist pur sang rekenden. In 1604 nam hij ontslag bij de Plantijnse drukkerij wegens een aanslepende ziekte. Hij overleed op 15 april 1607 en kreeg een bescheiden begrafenis in de Onze-Lieve-Vrouwkerk in Antwerpen.

## Werk

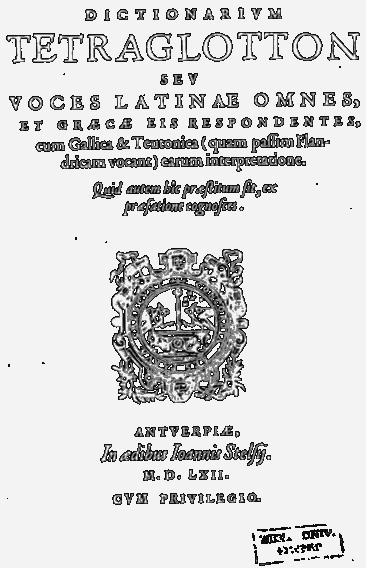
Titelblad van Dictionarium Tetraglotton seu Voces Latinae Omnes, et Graecae eis correspondentes, cum Gallica et Teutonica..., Antwerpen 1562. Een viertalig woordenboek voor Latijn, Grieks, Frans en Vlaams (Teutonica, Flandrica).

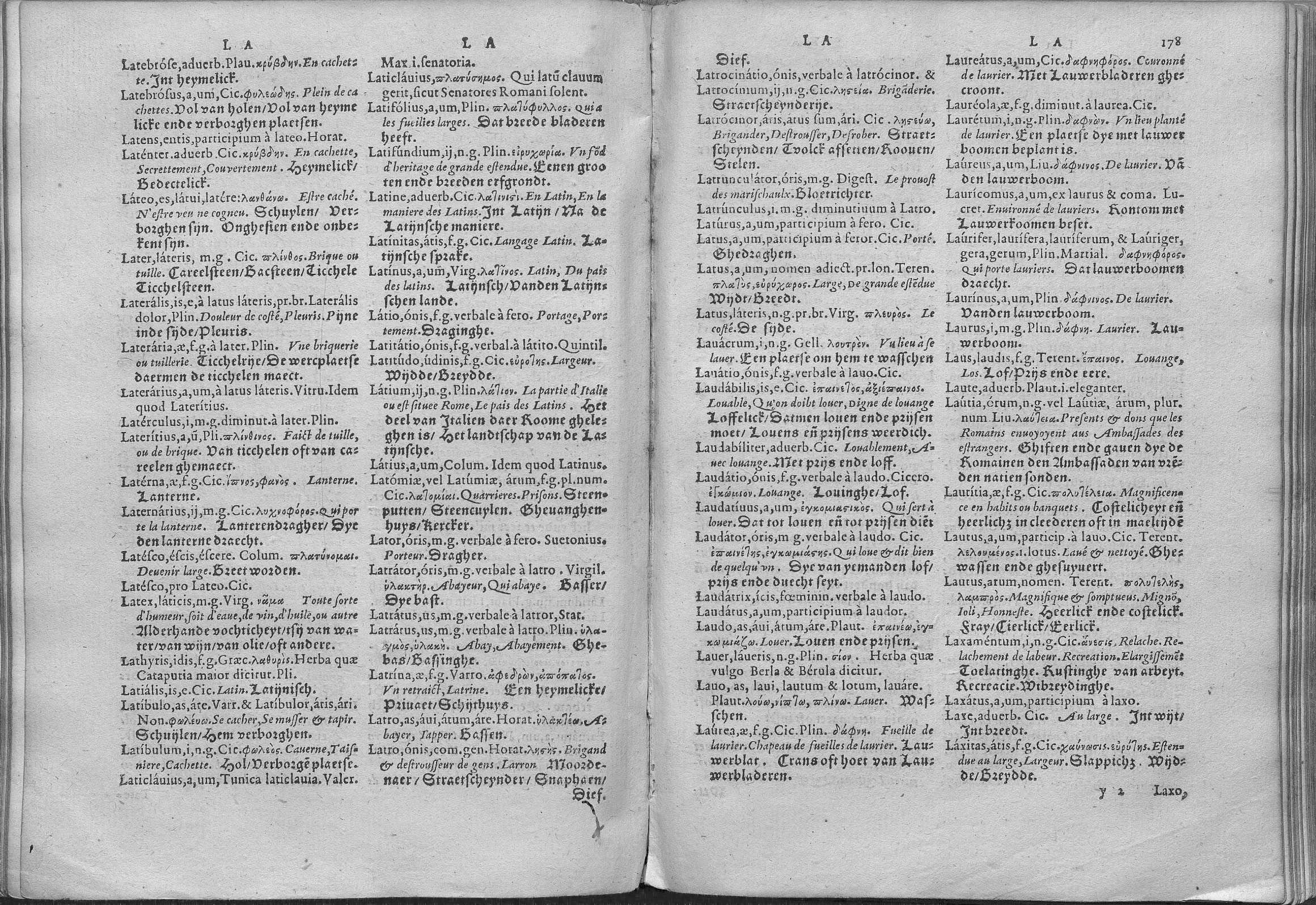
Bladzijde Latebrose - Laxitas van het viertalige woordenboek Dictionarium Tetraglotton door Cornelis Kiliaan.

"Het woordenboek van Van Dale knoopt aan (...) bij een lange traditie, die voor het Nederlands teruggaat op het beroemde woordenboek van Cornelis Kiel of Kiliaan, Etymologicum teutonicae linguae."
Met deze woorden uit de inleiding van de Grote Van Dale onderstreepte hoofdredacteur Kruyskamp in 1976 het belang van het werk van Kiliaan voor de Nederlandse taal.
Het was zijn werkgever Christoffel Plantijn die Kiliaan de opdracht gaf om woordenboeken voor het Nederlands samen te stellen. Sinds de renaissance streefden wetenschappers naar een volledige inventarisatie van de woordenschat, te beginnen met het Latijn. De Parijse uitgever Robert Estienne (Étienne) had in dat opzicht baanbrekend werk geleverd met zijn serie woordenboeken Latijn-Frans en Frans-Latijn. Plantijn wilde dat Kiliaan voor het Nederlands hetzelfde deed als Estienne voor het Frans had gedaan. De eerste werken van Kiliaan waren weinig origineel, hoewel ze van groot maatschappelijk nut bleken te zijn. In 1562 verscheen er een viertalig woordenboek, het Dictionarium Tetraglotton, waarin Latijnse woorden in het Grieks, Frans en Nederlands werden vertaald. Kiliaan baseerde zich voor dit werk grotendeels op reeds bestaande woordenboeken, zoals het Dictionariolum puerorum Latinogallicum van Robert Estienne uit 1552. Het werk verscheen dan ook anoniem.
Kiliaan wilde echter verder gaan en woordenboeken samenstellen volgens zijn eigen inzichten. Met de goedkeuring van Plantijn publiceerde hij in 1574 een Nederlands-Latijns woordenboek. Het Dictionarium Teutonico-Latinum was met 12.000 trefwoorden nog tamelijk beknopt van opzet, maar betekende een grote methodologische vooruitgang aangezien Kiliaan bij de Nederlandse ingangen etymologisch verwante vormen uit andere verwante talen opnam. Hij was hiermee de eerste in Europa die de vergelijkende taalkunde in de praktijk bracht. Veertien jaar later had Kiliaan een tweede editie van zijn woordenboek klaar, die bijna driemaal zo omvangrijk was als de eerste. Naast deze inhoudelijke uitbreiding paste hij hier opnieuw een aantal vernieuwingen toe. Hij gebruikte niet alleen andere woordenboeken als bron, maar putte ook uit andere niet-lexicografische werken. Ook nieuw is dat hij bij een aantal woorden aangeeft in welke streek ze gebruikt worden. Ten slotte vermeldt hij ook echte etymologieën (gemeenschappelijke verklaringen van Nederlandse woorden).

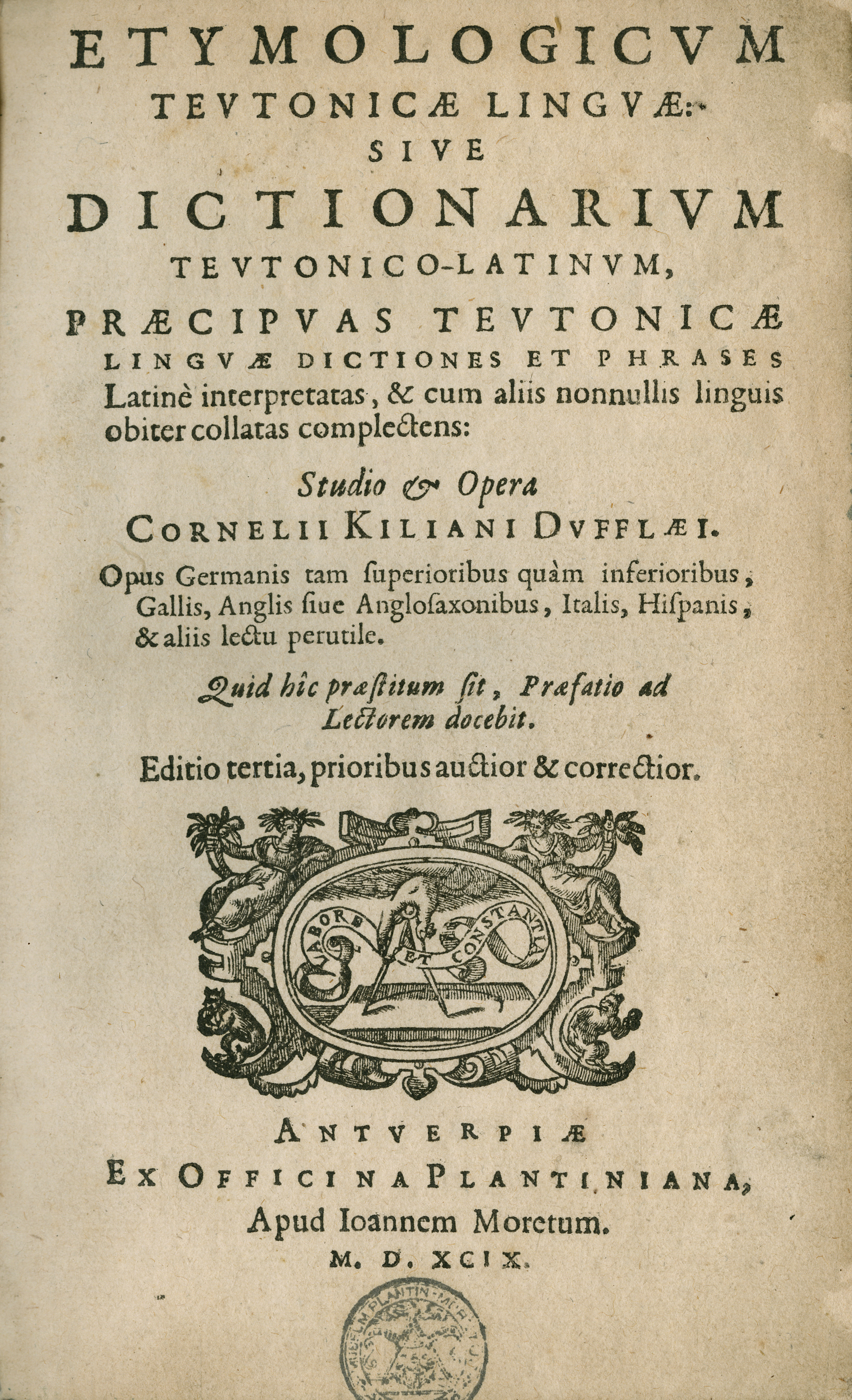
Titelblad van het woordenboek Etymologicum Teutonicae Linguae sive Dictionarium Teutonico-Latinum, praecipuas Teutonicae Linguae dictiones et phrases Latinè interpretatas, Antwerpen, Plantijn, Johannes Moretus, derde vermeerderde en verbeterde druk, 1599

Aan deze woordverklaringen hechtte Kiliaan zoveel belang, dat hij de derde editie van zijn woordenboek Etymologicum teutonicae linguae doopt. Hierin worden nog meer Nederlandse woorden beschreven (40.000 lemmata) en zijn de methodologische vernieuwingen uit de vorige versies verfijnd en aangevuld. Met het Etymologicum realiseerde hij in 1599 niet alleen het eerste moderne woordenboek van het Nederlands; door zijn innovatieve aanpak was het werk een unicum in Europa. Het kende onmiddellijk grote bijval: tot en met het einde van de achttiende eeuw gold het als het standaardwoordenboek en kende het elf herdrukken. Niet zonder reden wordt Kiliaan dan ook beschouwd als de grootste lexicograaf van de Lage Landen.
Tot op zijn sterfbed maakte hij aantekeningen en verbeteringen in zijn Etymologicum, wel wetende dat taal leeft en verandert, en een beschrijvend woordenboek dus nooit af is.

## Publicaties
Onder meer
- 1562: Dictionarium Tetraglotton seu Voces Latinae Omnes, et Graecae eis correspondentes, cum Gallica et Teutonica..., Antwerpen 1562
- 1573: Thesaurus Theutonicae linguae, Antverpiae ex officina Christophori Plantini, [Antwerpen, Plantijn], 1573
- 1574: Dictionarium Teutonicolatinum, Hildesheim ; New York : Olms, 1975. Reeks: Documenta linguistica, Reihe I, Wörterbücher d. 15. und 16. Jahrhunderts. Latijn: Nachdr. d. Ausg. Antwerpen 1574
- 1599: Etymologicvm Tevtonicæ lingvæ: sive dictionarivm Tevtonico-Latinvm, præcipvas Tevtonicæ lingvæ dictiones et phrases Latine interpretatas et cvm aliis nonnvllis lingvis obiter collatas complectens, Antwerpen, Plantijn, Moretus
  - 1605: Alcmariae [Alkmaar]; Amsteldami [Amsterdam], 1605.
  - 1777: Traiecti Batavorvm [Utrecht]: Roeland de Meyere, 1777.
  - 1972: C. Kruyskamp, Amsterdam : Hakkert, 1972.
- 1880: Kilianus. Latijnsche gedichten, Max Rooses, Antwerpen, P. Kockx, boekhandelaar der Maatschappij, 1880.

## Eerbewijzen
Hij werd in 1882 gehuldigd door de Vlaamse schrijver Lodewijk de Koninck met zijn Ode aan Kiliaan.
Naar aanleiding van de vierhonderdste verjaardag van zijn overlijden werd hij in 2007 herdacht door de provincie Antwerpen met een reizende tentoonstelling Iedereen woordenaar (woordenaar = lexicograaf) over de rijkdom van de Nederlandse taal en waarbij aangetoond werd waarom bepaalde woorden opgenomen al dan niet opgenomen worden in een woordenboek (bibliotheken van Geel, Kalmthout, Antwerpen). Tezelfdertijd liep er ook een tentoonstelling Portret van een woordenaar in de Koningin Fabiolazaal in Antwerpen. Hierin lag de nadruk op de geschiedenis van het woordenboek met Kiliaan in de hoofdrol. Verder gaf men ook een overzicht van het humanistische tijdgeest waarin hij werkte, het taalonderwijs in de 16e eeuw en het leven en werken in de historische drukkerij Christoffel Plantijn.

## Citaat
Wie andermans fouten verbetert, hem wacht nooit een woord van dank, maar altijd kritiek in overvloed.
— Cornelis Kiliaan

## Kiliaanlezing
| jaar | titel                                                                                                  | lector                          |
| ---- | --- | ------------------------------- |
| 2018 | Schatgraven in de taal van Toonder                                                                     | Rob Barnhoorn                   |
| 2017 | Ontwerpen aan de stad in woorden                                                                       | MaartenJan Hoekstra             |
| 2014 | Dutch loanwords in English. A major challenge for linguistic historians                                | Philip Durkin                   |
| 2013 | De taalkundige erfenis van de eerste Europese landbouwers: wie waren zij en kwamen zij ergens vandaan? | Guus Kroonen                    |
| 2012 | It giet oan! Friese leenwoorden in het Nederlands                                                      | Rolf Bremmer                    |
| 2011 | De etymologische databank bij het Toponymisch Woordenboek: nieuwe inzichten                            | Jozef van Loon                  |
| 2010 | Wonen in woorden                                                                                       | MaartenJan Hoekstra             |
| 2007 | Herkomst bekend. Marten Toonder als woordjesschepper                                                   | Wil Pijnenburg                  |
| 2006 | Substraat in het Nederlands: theorie en praktijk                                                       | Guus Kroonen en Michiel de Vaan |
| 2005 | D-kwadraat, lexicografische Dialectdata x Digitaal, wat levert dat op?                                 | Roeland van Jout                |
| 2004 | Dateringen in woordenboeken                                                                            | Fons Moerdijk                   |
| 2003 | Een partikelwoordenboek voor het Nederlands                                                            | Ton van der Wouden              |

## Voetnoten
1. ↑  (en) Werken van of over Cornelis Kiliaan in bibliotheken (volgens de WorldCat-catalogus)
2. ↑  Schatgraven in de taal van Toonder, 18 april 2018, Neerlandistiek
3. ↑  Ontwerpen aan de stad in woorden, 7 april 2017, Meertens Instituut
4. ↑  Dutch loanwords in English. Kiliaanstichting via Genootschap Onze Taal, 24 april 2014. Gearchiveerd op 18 juni 2023.
5. ↑  Kiliaanlezing 2013: Guus Kroonen Neerlandistiek, 26 maart 2013
6. ↑  Terp, Fries voor dorp, werd in het Hollands een heuveltje Liesbeth Koenen, 23 april 2012
7. ↑  Kiliaanlezing 2011 Taalunieversum, 27 april 2011. Gearchiveerd op 21 april 2018.
8. ↑  Kiliaanlezing: 'Wonen in woorden' || MaartenJan Hoekstra Meertens Instituut, 22 april 2010
9. ↑  Subject: Rub: 0703.21: Evenementenagenda, Elektronisch tijdschrift voor de neerlandistiek, 13 april 2007
10. ↑  Substraat in het Nederlands: theorie en praktijk Taalunieversum, 20 april 2006. Gearchiveerd op 21 april 2018.
11. ↑  D-kwadraat, lexicografische Dialectdata x Digitaal, wat levert dat op? Taalunieversum, 22 april 2005
12. ↑  Kiliaanlezing 2004 Elektronisch tijdschrift voor de neerlandistiek, 19 maart 2004
13. ↑  Kiliaanlezing 'Een partikelwoordenboek voor het Nederlands' Nederlandse Taalunie, 16 april 2003. Gearchiveerd op 21 april 2018.